# Q-Tip
Камаль ібн Джон Фарид (англ. Kamaal Ibn John Fareed; ім'я при народженні — Джонатан Вільям Девіс; англ. Jonathan William Davis, нар. 10 квітня 1970, Гарлем, Нью-Йорк, США), більш відомий під сценічним псевдонімом Q-Tip — американський репер, продюсер та актор, учасник групи A Tribe Called Quest. Портал Allmusic назвав його «Кращим виконавцем і продюсером в історії хіп-хопу», а сайт About.com включив його до списку п'ятдесяти найкращих хіп-хоп- продюсерів, а також до списку п'ятдесяти найкращих MC нашого часу (1987—2007).

## Біографія
Q-Tip народився 10 квітня 1970 року в Гарлемі і спочатку носив ім'я Джонатан Вільям Девіс, проте змінив його в 1990-х на Камаль ібн Джон Фарід після прийняття ісламу. У дитинстві Девіс переїхав до Квінзу. Як він згадував у пісні «Check the Rhime», його сім'я жила на бульварі Лінден. Його батько був родом з Карибських островів, а мати — з Алабами. У нього також є сестра Гвен, яка старша за брата на 8 років. Девіс ходив до манхеттенської школи. Своє прізвисько «Q-Tip» він отримав від учасника групи Jungle Brothers Afrika Baby Bam, а до цього користувався псевдонімом MC Love Child. Також його називали «Q» (оскільки він був родом з Квінса) або «Tip», але пізніше він почав завжди називати себе «Q-Tip», щоб уникнути конфлікту з молодим T.I.. Також протягом своєї кар'єри репер називав себе «The Abstract».
Зараз Q-Tip проживає в Нью-Джерсі, в містечку Енглвуд-Кліффс. Він є двоюрідним братом репера Consequence, який з'явився в альбомі Beats, Rhymes, and Life групи A Tribe Called Quest.

## Кар'єра

### Продюсування
Q-Tip практично повністю спродюсував перші три альбоми A Tribe Called Quest, якщо не брати до уваги невеликого вкладу в пісні бітмейкерів Skeff Anselm і Large Professor. Q-Tip також був співпродюсером багатьох треків та реміксів гурту спільно з The Ummah, Ali Shaheed Muhammad та J Dilla.
Крім роботи над альбомами свого гурту, репер продюсував пісні та інших виконавців. Серед них варто назвати трек Nas'а «One Love», пісню Mobb Deep «Temperature's Rising», а також треки R&B-виконавиць Мерайі Кері та Вітні Г'юстон. Також він працював над треками Мері Джей Блайдж, RZA, Wale, Ашера Рота, Марка Ронсона, Басти Раймса, Jay-Z та Бейонсе, а також є одним з продюсерів альбому Каньє Веста та Jay-Z Watch the Throne.

### Сольна кар'єра
Після розпаду A Tribe Called Quest в 1998 репер продовжив кар'єру хіп-хоп-виконавця. На лейблі Arista Records вийшли його перші сингли Vivrant Thing і Breathe & Stop, а потім і альбом Amplified. Його наступний альбом Kamaal/The Abstract мав вийти у 2002 році, але це не сталося через недомовленість із лейблом. Альбом був випущений лише у 2009 році на лейблі Battery Records.
За цей час Q-Tip взяв участь у роботі над альбомом REM'а Around the Sun. У 2006 році гурт возз'єднався, а на початку наступного року репер підписав контракт з Motown/Universal Records. Він виявляв велику активність — працював з рештою учасників свого лейблу, випустив у 2008 році альбом The Renaissance, який був номінований на «Греммі». Разом із RZA та Пітом Роком він був включений до складу продюсерів нового альбому Каньє Веста My Beautiful Dark Twisted Fantasy. Також він працював з Марком Ронсоном, Statik Selektah та Бастою Раймсом.

## Дискографія

### У складіA Tribe Called Quest
- People's Instinctive Travels and the Paths of Rhythm (1990)
- The Low End Theory (1991)
- Midnight Marauders (1993)
- Beats, Rhymes and Life (1996)
- The Love Movement (1998)
- We Got It from Here... Thank You 4 Your Service (2016)

### Сольна кар'єра
- Amplified (1999)
- The Renaissance (2008)
- Kamaal/The Abstract (2009)
- The Last Zulu (2014)

## Фільмографія
| Рік  |    | Українська назва               | Оригінальна назва                               | Роль                    |
| ---- | -- | ------------------------------ | ----------------------------------------------- | ----------------------- |
| 1993 | ф  | Поетична Джастіс               | Poetic Justice                                  | Маркелл                 |
| 1999 | ф  | Окуляри кохання                | Love Goggles                                    | Оповідач                |
| 2000 | мс | Казкові історії для всіх дітей | Happily Ever After: Fairy Tales for Every Child | Медведик Тедді / тарган |
| 2000 | тф | Зникаючий                      | Disappearing Acts                               | Реджи Батист            |
| 2001 | ф  | Тюремна пісня                  | Prison Song                                     | Елайджа Діксон          |
| 2003 | ф  | Смерть династії                | Death of a Dynasty                              |                         |
| 2004 | ф  | Вона ненавидить мене           | She Hate Me                                     | Вада Хафф               |
| 2008 | ф  | Кадилак Рекордс                | Cadillac Records                                | хіп-хоп-виконавець      |
| 2010 | ф  | Святі роллери                  | Holy Rollers                                    | Ефрем                   |

## Нагороди та номінації
| Нагорода               | Рік  | Категорія                     | Результат | Робота                                      |
| ---------------------- | ---- | ----------------------------- | --------- | ------------------------------------------- |
| Греммі                 | 1999 | Найкраща R&B-пісня            | Номінація | «Honey»                                     |
| Греммі                 | 2000 | Найкраще сольне реп-виконання | Номінація | «Vivrant Thing»                             |
| Греммі                 | 2006 | Найкращий танцювальний запис  | Перемога  | «Galvanize» (разом з The Chemical Brothers) |
| Греммі                 | 2010 | Найкращий реп-альбом          | Номінація | The Renaissance                             |
| MTV Video Music Awards | 2000 | Найкраще хіп-хоп відео        | Номінація | «Vivrant Thing»                             |